# Тодорович, Пера
Пера Тодорович (серб. Пера Тодоровић; 1852—1907) — сербский публицист и политический деятель. 

## Биография
Происходил из зажиточной купеческой семьи.
В Цюрихе посещал университет, где оказался под сильным влиянием русских эмигрантов Бакунина и Лаврова и возвратился в Сербию в 1874 году горячим сторонником утопического социализма с народническим оттенком. Издавал в Белграде еженедельную литературную газету "Рад", многократно прекращавшуюся и вновь возникавшую.
Вместе с Н. Пашичем, С. Груичем и др. был одним из деятельных членов кружка, во главе которого стоял С. Маркович. Главными принципами кружка были полная свобода печати и сходок, широкое местное самоуправление, всеобщая подача голосов, уничтожение регулярного войска, пересмотр податной системы в демократическом духе.
В 1875 году, после смерти С. Марковича, переехал в Крагуевац и принял там на себя редактирование основанной Марковичем политической газеты "Освобождение". Когда в  Боснии началось восстание, "Освобождение" пропагандировало войну с Турцией до последней капли крови. В конце 1875 года общинные выборы заменили либеральное управление в Крагуеваце радикально-социалистическим. Немедленно явилось войско, заняло город и арестовало всех членов нового городского управления и многих других радикалов, в том числе Тодоровича. После 4-месячного тюремного заключения был оправдан судом и принял участие в качестве добровольца в войне с Турцией.
В начале 1877 года верховный суд кассировал приговор суда первой инстанции и приговорил Тодоровича к 4-летнему тюремному заключению, но Тодорович успел бежать за границу. Был выслан из Австро-Венгрии по просьбе сербского правительства, после чего поселился в Париже. В эмиграции написал интересную, хотя и крайне преувеличенную статью о социалистическом движении в Сербии, опубликованную в "Jahrbücher für Socialpolitik und Socialwissenschaft" (Цюрих, 1881).
В 1880 году вернулся в Сербию на основании общей амнистии. К этому времени совершенно отказался от социалистических устремлений и стал во главе молодой радикальной партии.
В 1883 году за участие в Зайчарском бунте был приговорен к смертной казни, замененной пожизненным тюремным заключением. Однако король Милан I Обренович после бегства из-под Сливницы посетил Тодоровича в тюрьме, провёл у него несколько часов, и в результате переговоров явилась амнистия всех радикалов.
Позднее решительно разошелся с радикальной партией, которая стала обвинять его в ренегатстве, и сблизился с королём Миланом. Основал в Белграде газету "Мале Новине", занявшую совершенно особое положение между сербскими политическими органами благодаря замечательному публицистическому таланту Тодоровича и своеобразному политическому направлению. Не присоединяясь ни к одной из политических партий и резко полемизируя со всеми, в особенности с радикалами, орган Тодоровича служил по временам как бы личным органом короля Милана, а по временам резко нападал на него.
Во время обсуждения демократической конституции в 1889 году стал её горячим и влиятельным сторонником. Позже потерял политическое влияние, хотя его газета, издававшаяся всегда очень талантливо, по-прежнему оставалась одною из наиболее читаемых.

## Литературная деятельность
Начиная с 1872 года работал как публицист в сербских и иностранных органах печати, в том числе в газетах "Вперёд" Лаврова, "Vorwärts", "Neue Zeit", "Neue Freie Presse", "Revue Socialiste", "Intransigeant" и др.
Из его исторических романов, представляющих в беллетристической форме всю историю Сербии в XIX веке, наибольшей известностью пользуется "Силазак с престола", изображающий историю отречения короля Милана.
Перевёл на сербский язык "Ревизора" Н. В. Гоголя и "Новь" И. С. Тургенева.